# Rollingstone (Queensland)
Rollingstone ist sowohl eine halb-ländliche als auch Wohn-Vorstadt, die ungefähr 54 km nördlich von Townsville und 57 km südlich von Ingham liegt. 2021 lebten im Ort 133 Personen.

## Geschichte
Der erste Siedler Lambert kam Im Jahr 1883 in das Gebiet, das ursprünglich milchwirtschaftlich genutztes Land war. Rollingstone wurde als Armidale bekannt und erstreckte sich vom Bluewater Creek im Süden bis zum Clerk Creek (später in Ollera Creek umbenannt) im Norden.
Die hauptsächliche Entwässerung des Gebiets erfolgt durch das Zentrum des Milchwirtschaftsgebietes von Armindale, dem Rollingstone Creek, der seinen Namen wegen der gerundeten Felsen im Bachbett erhielt. Der Distriktname „Rollingstone“ wurde durch die Einheimischen populär, als die Brücke über den Bach und auch als die Eisenbahnlinie von Townsville nach Ingham gebaut wurde. Im Jahr 1902 wechselte der Ortsname mit der Entwicklung des Postwesen in Rollingstone um Verwechslungen mit Armidale in New South Wales zu vermeiden.

### Rollingstone heute
Gelegen entlang des Bruce Highway, befinden sich in Rollingstone eine Grundschule, eine Tankstelle, ein Einkaufsladen, Hotel und Caravanpark. Rollingstone ist ein populäres Ausflugsziel für Erholungssuchende zum Campieren, Picknick und Schwimmen, da der Ort nah am Balgal Beach liegt, der für seine Fischgründe und seine kontrollierten Schwimmstrände bekannt ist. Nur wenige Kilometer westlich befindet sich der Paluma-Range-Nationalpark.